# Ортега, Камило
Камило Антонио Ортега Сааведра (исп. Camilo Antonio Ortega Saavedra, 13 декабря 1950, Манагуа — 26 февраля 1978, Монимбо) — никарагуанский революционер, член СФНО, брат Даниэля и Умберто Ортега.

## Биография
Организовывал молодёжные первомайские демонстрации в 1964, 1965 и 1966 годах. С 1966 года в СФНО. Формировал городские боевые отряды сандинистов. Участвовал в нескольких боевых операциях в столице. Отвечал за организация акций солидарности с политзаключёнными.
В 1969 году поступил в Университет Леона, чтобы получить профессию инженера.
26 февраля 1978 года, отправившись для руководства партизанскими частями в Монимбо, убит в бою во время встречи с другими сандинистскими командирами в Масае.